# Dietmar Lucker
Dietmar „Dieter“ Lucker (* 10. November 1937) ist ein ehemaliger deutscher Fußballspieler, der 1959 und 1960 für die BSG Chemie Zeitz in der DDR-Oberliga, der höchsten Spielklasse im DDR-Fußball, aktiv war.

## Sportliche Laufbahn
Im Alter von 18 Jahren kam Dietmar Lucker, auch Dieter genannt, erstmals in der Saison 1956 (Kalenderjahr-Spielzeit) mit der Betriebssportgemeinschaft (BSG) Chemie Zeitz zu drei Einsätzen in der zweitklassigen DDR-Liga und erzielte dabei auch sein erstes Tor im höherklassigen Fußball. Während er in der Saison 1957 keine Berücksichtigung in der DDR-Liga-Mannschaft fand, wurde er 1958 in weiteren vier Punktspielen eingesetzt und war damit auch einschließlich eines Tores am Aufstieg der BSG Chemie in die DDR-Oberliga beteiligt. In der Oberliga konnten sich die Zeitzer zwei Jahre lang behaupten. 1959 kam Luckner nur einmal als Einwechselspieler zum Einsatz. In der Saison 1960 wurde er auch nur in vier Oberligaspielen der Hinrunde eingewechselt, anschließend verhinderten eine Verletzung weitere Einsätze. Ab 1961 kehrte der DDR-Fußball zum Frühjahr-Sommer-Spielrhythmus zurück. Dazu mussten in der DDR-Liga, in die Chemie Zeitz zurückgekehrt war, 39 Spiele ausgetragen werden. Luckner gelang es endlich, sich mit 26 Einsätzen in die Stammelf zu spielen. Als 1962/63 26 Spiele in der DDR-Liga ausgetragen wurden, war Luckner in 17 Begegnungen dabei. Außerdem wirkte er als Rechtsverteidiger im Endspiel um den DDR-Fußballpokal mit, das die BSG Chemie Zeitz überraschend als Zweitligist erreicht hatte, aber mit 0:3 gegen den Oberligisten Motor Zwickau verlor. Obwohl Lucker nach der Saison 1963/64 27-jährig seine Laufbahn als Leistungsfußballer beendete, kam er in dieser Spielzeit mit 29 von 30 Ligaspielen und drei Toren zu seiner besten Saisonquote. In seinen sieben Spielzeiten war er insgesamt auf 84 Meisterschaftsspiele und sieben Tore gekommen.